# گویش یهودی بخارا
گویش یهودی بخارا که بخاری (فارسی تاجیکی: бухорӣ عبری: בוכארי) نیز نام دارد، گویشی یگانه از زبان پارسی است که در آسیای میانه و در میان یهودیان بخارایی کاربرد دارد. هرچند نام پرمعناتر برای این گویش یهودی-پارسی یا یهودی-تاجیکی می‌باشد.
بخارایی گویشی از زبان پارسی است که دارای شمار فراوانی وام‌واژه‌های عبری است. همچنین شمار کمتری وام‌واژه از زبان‌های پیرامونی مانند ازبکی و روسی دارد. اگر چه تاریخ کهنی دارد ولی هنوز هم برای پارسی‌زبانان و یهودیان ایرانی دریافتنی است. واژگان این زبان آمیزه‌ای از پارسی (تاجیکی)، عبری، عربی و ازبکی است.
امروزه، این زبان در میان شماری پیرامون ۱۰٬۰۰۰ تن یهودی ازبکستان و سرزمین‌های پیرامونی بازمانده‌است و هر چند بیشتر گویشورانش در اسرائیل و ایالات متحده‌اند.
همانند دیگر زبان‌های یهودی، برای نگارش بخارایی از خط عبری بهره می‌گیرند، ولی در سدهٔ گذشته، در پی حضور شوروی، این زبان با خط لاتین (دههٔ ۱۹۲۰) و سپس سیریلیک (دههٔ ۱۹۴۰) نگاشته شد و بسیاری از یهودیان بخارایی تنها خط سیریلیک تاجیکی آموختند. امروزه بیشتر کتاب‌های یهودی-تاجیکی (بخارایی) به خط سیریلیک تاجیکی چاپ می‌شوند و اندکی نیز به خط عبری اند. افزون بر این، از ۱۹۴۰، هنگامی که مدرسه‌های یهودیان بخارایی در آسیای میانه بسته شد، کاربرد الفبای عبری به جز در نیایش‌نامه‌ها کمتر شد و انتشار کتاب‌ها و روزنامه‌های یهودیان بخارایی با خط سیریلیک تاجیکی رواج یافت. اکنون، بسیاری از یهودیان بخارایی سالمندتر، که به بخارایی سخن می‌گویند و به مدرسه‌های تاجیکی یا روسی آسیای میانه رفته‌اند تنها، الفبای سیریلیک تاجیکی را می‌دانند و در هنگام خواندن و نوشتن به کار می‌گیرند.